# 人民路街道 (安庆市)
人民路街道，是中华人民共和国安徽省安庆市迎江区下辖的一个乡镇级行政单位。

## 行政区划
人民路街道下辖以下地区：
炮营山社区、人民社区、先锋社区、康熙河社区和东正社区。